# Massicus unicolor
Massicus unicolor là một loài bọ cánh cứng trong họ Cerambycidae.